# Slim Borgudd
Karl Edward Tommy Borgudd (Borgholm, 1946. november 25. – 2023. február 23.) svéd autóversenyző, dobos.

## Pályafutása
A hatvanas évek közepén kezdett versenyezni a Skandináv Formula Ford és a Svéd Túraautó-Bajnokságban. Előbbit 1973-ban meg is nyerte. 1976-ban már a Formula–3-as kategóriában találta magát. Miután 1979-ben svéd Formula–3-as bajnok lett, és harmadikként végzett ugyanezen kategória európai sorozatában, egy kevésbé sikeres Formula–2-es próbálkozást követően az 1981-es San Marino Nagydíjon egy ATS-Ford ülésében a Formula–1-ben is bemutatkozott.
Következő futamán, a Silverstone-ban rendezett Brit Nagydíjon pontszerző lett, mivel hatodikként végzett, ezzel elérve pályafutása legjobb eredményét, így a világbajnoki összesítésben huszadikként végzett. Az év végén elköszönt a német, Günther Schmidt által vezetett csapattól, és a Tyrrell-hez szerződött. De végül csak három Nagydíjon vett részt, és a USA-Nyugat Nagydíjat követően, tíz teljesített világbajnoki futam után befejezte Formula–1-es pályafutását. A versenyzéstől ezután sem búcsúzott el, túraautó-, GT- és kamionversenyek résztvevője volt, valamint amatőr futamokon is indult.

## Zenei karrierje
Az 1980-as években sessionzenészeként többek közt a svéd ABBA együttes dobosa volt.

## Eredményei

### Teljes Formula–1-es eredménysorozata
(Táblázat értelmezése)

(Félkövér: pole-pozícióból indult; dőlt: leggyorsabb kört futott) 

| Év   | Csapat       | Kasztni     | Motor       | 1      | 2     | 3      | 4      | 5       | 6        | 7       | 8       | 9     | 10     | 11     | 12     | 13     | 14     | 15      | 16  | Helyezés | Pont |
| ---- | ------------ | ----------- | ----------- | ------ | ----- | ------ | ------ | ------- | -------- | ------- | ------- | ----- | ------ | ------ | ------ | ------ | ------ | ------- | --- | -------- | ---- |
| 1981 | Team ATS     | ATS D4      | Cosworth V8 | USW    | BRA   | ARG    | SMR 13 |         | MON DNPQ |         |         |       |        |        |        |        |        |         |     | 20.      | 1    |
| 1981 | Team ATS     | ATS HGS1    | Cosworth V8 |        |       |        |        | BEL DNQ |          | ESP DNQ | FRA DNQ | GBR 6 | GER Ki | AUT Ki | NED 10 | ITA Ki | CAN Ki | CPL DNQ |     | 20.      | 1    |
| 1982 | Team Tyrrell | Tyrrell 011 | Cosworth V8 | RSA 16 | BRA 7 | USW 10 | SMR    | BEL     | MON      | DET     | CAN     | NED   | GBR    | FRA    | GER    | AUT    | SUI    | ITA     | CPL | -        | 0    |

## Külső hivatkozások
- Profil – Slim Racing